# Jacques Henry Kallis
Jacques Henry Kallis (nacido el 16 de octubre de 1975) es un entrenador de cricket y exjugador de críquet de Sudáfrica. Ampliamente conocido como uno de los mejores todoterreno de todos los tiempos y como el mejor bateador de Sudáfrica, es un bateador diestro y un jugador de bolos de swing medio-rápido de brazo derecho.

## Carrera internacional
A partir de 2021, Kallis es el único jugador de cricket en la historia del juego en anotar más de 10,000 carreras y tomar más de 250 terrenos tanto en el cricket ODI como en el Test Match; también realizó 131 capturas de ODI. Anotó 13,289 carreras en su carrera de Test Match y tomó 292 terrenos y 200 recepciones. En diciembre de 2019, Kallis fue nombrado consultor de bateo del equipo nacional de cricket de Sudáfrica. A finales de 2020, es consultor de bateo para el equipo nacional de cricket de Inglaterra.

## Premios y registros
- En 1998, premios del Jugador del Torneo en el Trofeo de Campeones ICC.[6]
- La mayoría de los hombres de los partidos en Test Cricket.[7]